# ホルヘ・グティエレス
ホルヘ・アイヴァン・グティエレス・カルデナス  (Jorge Iván Gutiérrez Cárdenas  1988年12月17日 - )は、メキシコ・チワワ州チワワ出身の元プロバスケットボール選手。現役時代のポジションはポイントガード。

## 経歴

### 学生時代
コロラド州とネバダ州の高校に留学し、カリフォルニア大学ではPac-12カンファレンスの最優秀選手にされるなど、同大学の主力選手として活躍したグティエレスだったが、2012年のNBAドラフトでは、どのチームからも指名を受けることは出来なかった。

### NBA(2012-2016)
大学卒業後、グティエレスはメキシコに戻り国内リーグでプレーしていたが、2012年11月にDリーグのカントン・チャージから入団オファーを受け、NBA入りを目指すことになる。
2013-14シーズンの開幕前、カリフォルニア大学の大先輩にあたるジェイソン・キッドHC率いるブルックリン・ネッツのシーズンキャンプに参加したものの、開幕前に解雇。その後カントン・チャージに戻ってプレーしていたが、2014年3月にそのブルックリン・ネッツから10日間契約のオファーを受け、念願のNBA入りを果たし、エドアルド・ナヘラらに続くNBA史上4人目のメキシコ人選手になった。

その後ネッツと複数年契約を結んだものの、2014年12月にフィラデルフィア・76ersに放出され解雇。グティエレスは再びカントン・チャージに戻ってプレーしていたが、2015年1月28日にミルウォーキー・バックスと10日間契約を結び、再びジェイソン・キッドの下でプレーすることになる。その後3月に一度解雇されたものの、翌月バックスと再契約し、複数年契約を結んだが、2015-16シーズン開幕前に解雇された。
2016年2月20日、シャーロット・ホーネッツと10日間契約を結んだ。

### ヨーロッパ・メキシコ(2016-2024)
2016-17シーズン開幕前は再びブルックリン・ネッツのトレーニングキャンプに参加するも解雇され、11月3日にTBLのトラブゾンスポルBKと契約した。
2021年以降は母国メキシコでのプレーが続き、2024年8月20日、現役引退を発表した。
現役引退後は指導者に転身し、2024年9月12日、ロングアイランド・ネッツのアシスタントコーチに就任すると発表された。

## メキシコ代表
メキシコ代表として2014年W杯、2017年アメリカップ、2023年W杯に出場している。